# Testacealobosia
Die Einteilung der Lebewesen in Systematiken ist kontinuierlicher Gegenstand der Forschung. So existieren neben- und nacheinander verschiedene systematische Klassifikationen. 
Das hier behandelte Taxon ist durch neue Forschungen obsolet geworden oder ist aus anderen Gründen nicht Teil der in der deutschsprachigen Wikipedia dargestellten Systematik.
Die Testacealobosia waren ein Taxon von Amöben innerhalb der Tubulinea. Neben der relativ umfangreichen Gruppe der Arcellinida umfasste sie nur eine weitere Gattung, nach deren Umplatzierung die Testacealobosia mit den Arcellinida synonymisiert wurden.

## Merkmale
Alle Arten sind Amöben und haben ein Gehäuse, das die ganze Zelle, einschließlich der Zellmembran einschließt. Fast immer hat das Gehäuse eine deutlich erkennbare Öffnung, selten auch mehrere. Sexuelle Vermehrung ist bisher nicht schlüssig nachgewiesen, allerdings konnte bei mindestens einer Art eine Meiose beobachtet werden.

## Systematik und Forschungsgeschichte
Die Testacealobosia wurden 1934 von Henri De Saedeleer erstbeschrieben. Neben den Arcellinida enthält die Gruppe nur noch eine weitere Gattung, deren genaue Platzierung allerdings unklar war. Nachdem sich die Gattung als Teil der Flabellinia herausstellte, wurde das Taxon mit den Arcellinida synonymisiert.
Die Gruppe enthielt:
- Arcellinida

incertae sedis:
- Trichosphaerium (3 marine Arten)

## Nachweise
Fußnoten direkt hinter einer Aussage belegen die einzelne Aussage, Fußnoten direkt hinter einem Satzzeichen den gesamten vorangehenden Satz. Fußnoten hinter einer Leerstelle beziehen sich auf den kompletten vorangegangenen Absatz.
1. 1 2 3  Sina M. Adl, Alastair G. B. Simpson, Mark A. Farmer, Robert A. Andersen, O. Roger Anderson, John A. Barta, Samual S. Bowser, Guy Bragerolle, Robert A. Fensome, Suzanne Fredericq, Timothy Y. James, Sergei Karpov, Paul Kugrens, John Krug, Christopher E. Lane, Louise A. Lewis, Jean Lodge, Denis H. Lynn, David G. Mann, Richard M. McCourt, Leonel Mendoza, Øjvind Moestrup, Sharon E. Mozley-Standridge, Thomas A. Nerad, Carol A. Shearer, Alexey V. Smirnov, Frederick W. Spiegel, Max F. J. R. Taylor: The New Higher Level Classification of Eukaryotes with Emphasis on the Taxonomy of Protists. The Journal of Eukaryotic Microbiology 52 (5), 2005; Seiten 399–451. doi:10.1111/j.1550-7408.2005.00053.x.
2. ↑  Adl, S. M., Simpson, A. G. B., Lane, C. E., Lukeš, J., Bass, D., Bowser, S. S., Brown, M. W., Burki, F., Dunthorn, M., Hampl, V., Heiss, A., Hoppenrath, M., Lara, E., le Gall, L., Lynn, D. H., McManus, H., Mitchell, E. A. D., Mozley-Stanridge, S. E., Parfrey, L. W., Pawlowski, J., Rueckert, S., Shadwick, L., Schoch, C. L., Smirnov, A. and Spiegel, F. W.: The Revised Classification of Eukaryotes. Journal of Eukaryotic Microbiology, 59: 429–514, 2012. doi:10.1111/j.1550-7408.2012.00644.x